# M61火神式機砲
M61火神式機砲（M61 Vulcan，中文通常簡稱成M61機砲、火神砲）是一種由美軍開發的六管連發機關砲，經常被裝載在戰鬥機、直昇機上作為高射速近距離火砲系統。通用代號GAU-4（GAU是「航空用火砲」，Gun, Aircraft Unit的縮寫），口徑為20mm，其航空用版本被賦予M61的代號，與M39同為美國軍機上常見的固定武裝。美國海軍航部隊使用包括M61A1與M61A2在內，兩種規格稍有不同的版本，而美國空軍的F-16和中華民國空軍的F-CK-1等戰機則搭載了輕量化的M61A2機砲版本。

## 規格
M61是一種使用外力驅動六支槍管滾動運作、氣冷、電子擊發的加特林機槍。其中使用在F-14雄貓式戰鬥機與F/A-18黃蜂式戰鬥攻擊機上的M61A1可以選擇液壓或衝壓（Ram Air）方式驅動，採電子控制，搭配無彈鏈填彈系統（Linkless Ammunition Feed System），極限射速可達每分鐘7200發，但實際運作時可選擇每分鐘4000發與每分鐘6000發的兩種射速。至於輕量化的M61A2型目前則搭載在F-22、F-CK-1及F/A-18大黃蜂戰機之上。在F-14雄貓戰機上的M61最大載彈量可達676發（一說750發），而F/A-18則為578發，使用美軍的20mm口徑、無連結M-50或PGU系列電子擊發彈（Electrically Primed Ammunition）。

## 歷史

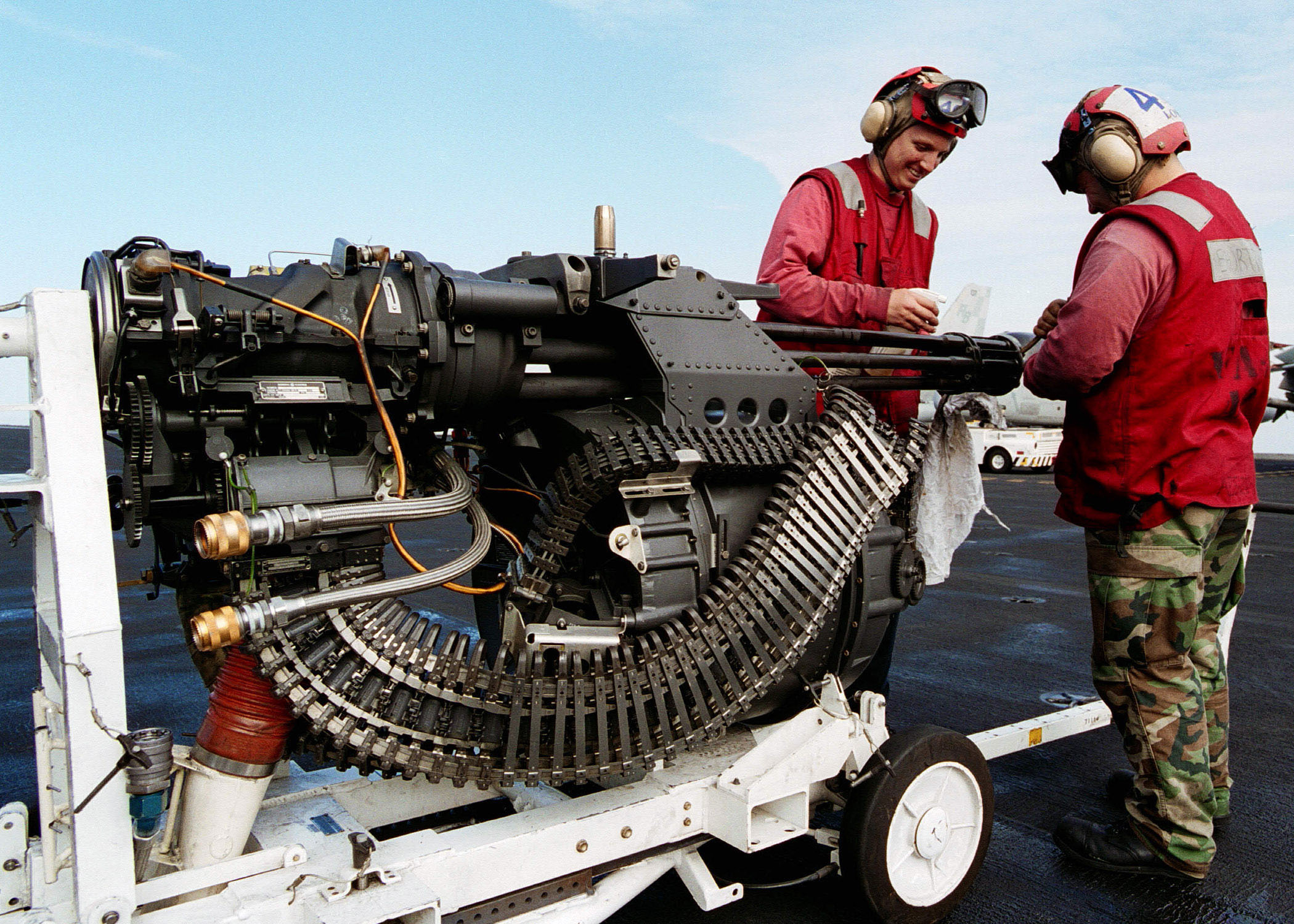
剛從F/A-18戰機上拆卸下來的一具M61A1型機砲

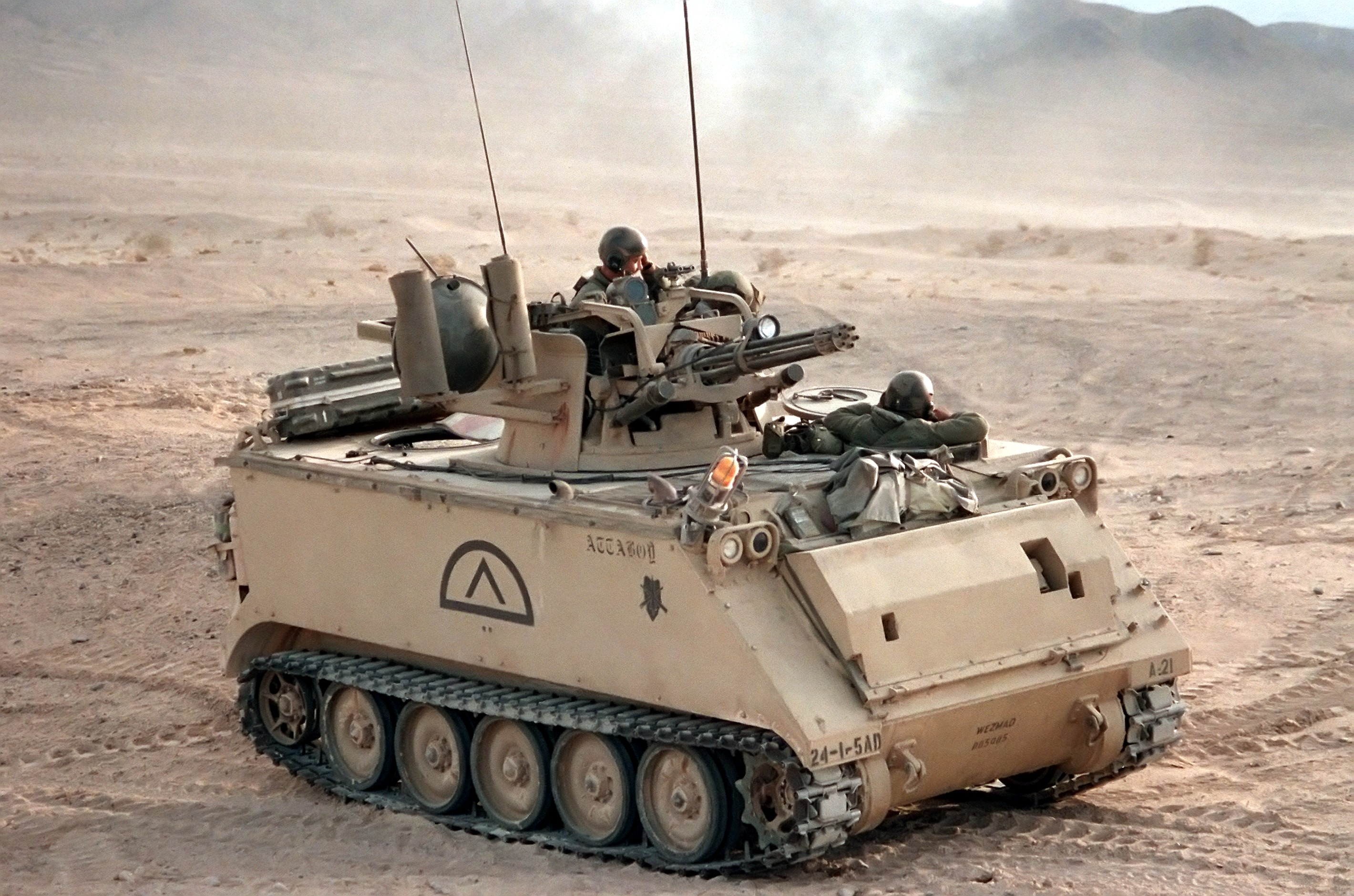
M163火神防空系統是一款將M61的陸軍衍生版（代號M168）裝置在M113裝甲運兵車上，並加裝簡單的雷達火控系統而成的自走防空車。

在第二次世界大戰時代，當時美軍的戰鬥機或轟炸機都是配備老舊的白朗寧M2 .50（英吋）口徑重機槍，最大射速約為1200rpm，射速甚至還比不上早在1860年代就已開發出來的加特林機槍（Gatling Gun）。為了改善這問題，美國陸軍軍械兵在1946年時決定重新啟用被封存了一段時間的加特林理論，著手開發一種射速可以超過6000spm的高速火砲系統，並希望能透過多根砲管迴轉方式同時達到高速射擊時降低槍管溫度與減少磨蝕的目標。
1946年6月，主力軍品商奇異（GE）承包到這項開發計畫並且將其命名為「火神計畫」（Project Vulcan），要求研發一款6管、最大射速7,200rpm的空用機砲，成為火神砲稱呼的由來。在19世紀時多管機砲採用人力轉動作為槍械動力來源，而20世紀的飛機上則使用渦輪噴射發動機產生足夠槍枝轉動的電力，此設計比氣體後座推進更加可靠。
1949年，GE完成原型機砲T45，使用15公厘（0.6英吋）子彈，地面測試的初步射速是2,500rpm，GE在1950年時呈報了十具.60口徑的T45 A型原型機砲給軍方評估，該型射速已提高到4,000rpm。1952年時又追加了33具T45 C型原型機砲，口徑有.60英吋，20mm（T171）與27mm（T150）多種不同選擇。在經過非常久的測試過程後，軍方決定選擇T171型20mm砲作為存續款式繼續發展下去，並且在1956年時正式被美國陸軍制定為標準系統。
在火神砲的許多應用方式中，一個著名的例子就是在越戰時，陸軍常臨時將M61安裝於M113裝甲運兵車上作為固定武裝。而同款武器的空軍用版本，則賦予M61「火神」的代號。

## 運用
M61火神式機砲的六根槍管在每轉一圈的過程中只需輪流擊發一次，因此無論是產生的溫度或造成的磨蝕，都能限制在一最小程度內。且因為是六管輪動發射，可做到每秒鐘高達100發的高速射擊，給予戰機駕駛在瞬間以最大火力擊殺對手的能力。根據這個特性，M61主要被用於短程（低於2000呎，約600公尺）的空對空射擊用途，彌補在這個範圍內因為距離太短、應變時間不足而無法使用空對空飛彈等較複雜裝備的缺陷。雖然，對地面目標的掃射也被列為M61的次要用途，但實際上其作用效果有限，並不是很常被用到的一種功能。
在彈頭選擇上，M61可以採用練習用的空包彈、API穿甲燒夷彈、與HEI高爆燒夷彈等不同選擇。
M61家族的機砲在軍隊裡服役已經超過半個世紀，是套穩定性無庸置疑的系統。在航空運用上，第一架搭載M61系列機砲的飛機是F-104星式（Starfighter）戰鬥機，不過M61在F-104機上測試時彈鏈與擊發過的彈殼在高速拋棄可能對機身造成外物損傷，為此美軍開發出無彈鏈供彈裝置的改良型M61A1，M61A1隨後成為美製戰機的固定裝備，包括F-105、F-106後期型、F-111、F-4與B-58等數款戰鬥機與轟炸機全都搭載過M61。現行正在使用M61機砲的機種包括了美國空軍的F-15、F-16，與最新銳的F-22「猛禽」（Raptor）隱形戰鬥機及中華民國空軍的F-CK-1經國號戰鬥機，在美國海軍航空部隊中F/A-18是搭載M61的主要航空母艦艦載機種，但在過去F-14尚未退役前也曾是M61的主要使用單位。

## 使用國
- 巴林
- 比利时
- 巴西
- 加拿大
- 智利
- 丹麦
- 埃及
- 芬兰
- 德国
- 希腊
- 印度
- 印度尼西亞

- 伊朗
- 以色列
- 義大利
- 日本
- 约旦
- 科威特
- 马来西亚
- 摩洛哥
- 荷蘭
- 挪威
- 新西兰
- 阿曼
- 巴基斯坦
- 波蘭

- 葡萄牙
- 沙烏地阿拉伯
- 新加坡
- 大韓民國
- 西班牙
- 瑞士
- 中華民國
- 泰國
- 突尼西亞
- 土耳其
- 乌克兰
- 英国
- 美国
- 委內瑞拉